# یدالله کابلی
یدالله کابلی خوانساری (متولد ۱۳۲۸ هجری شمسی در خوانسار) شکسته نویس و خوشنویس معاصر ایرانی است.
یدالله کابلی خوانساری عضو شورای عالی انجمن خوشنویسان ایران و دارنده اولین گواهینامه استادی و درجه یک هنری در خط شکسته معاصر است. وی در ششمین همایش چهره‌های ماندگار در سال ۱۳۸۵، یکی از برگزیدگان بود.
از ابتکارات کابلی خوانساری ابداع کلید خط شکسته معاصر ایران و نیز ابداع قطعه پردازی با ترکیب بندی مختلف قلم از غبار تا جلی در صفحه‌است، به‌طوری‌که هر قطعه‌ای فرم و فضا و ترکیبی خاص خود را پیدا می‌کند. این در حالی است که شکسته‌نویسان پیش از او در ترکیب بندی‌ها بیشتر از غبار و ریز و غالباً از یک قلم استفاده می‌کردند. کابلی در زمره خوش‌نویسانی است که توفیق و تعالی را تنها در خلاقیت و فردیت و تشخیص هنری بدعت‌ها می‌داند و تقلید و تکرار مدام را امری عبث. از او بیش از ۳۳ نمایشگاه‌ انفرادی متعدد در ایران و کشورهای اروپایی و آسیایی و ایالت‌های مختلف آمریکا و کانادا برگزار شده‌است.

## زندگی‌نامه
یدالله کابلی در سال ۱۳۲۹ خورشیدی در شهر خوانسار در استان اصفهان به دنیا آمد و از یک سالگی ساکن تهران گشته. هنر نیاکان او خراطی و ساخت ابزار چوبی هنری بوده‌است. وی فعالیت‌های رسمی خوشنویسی خود را از سال ۱۳۴۶ آغاز نمود. او خط نستعلیق را حدود سه سال در نزد سید حسن میرخانی آموخت. در خط شکسته هیچ استادی نداشته و بنا به گفته خودش، در آن زمان تنها با دیدار آثار استادان در موزه‌ها و یا از رونویسی عکس‌های قاجاری نسخه‌های خط شکسته و یا نمونه‌هایی که هر از چند گاهی در نشریات چاپ می‌شد، مشق می‌نمود و تعلیم می‌گرفت اما همین موارد محدود نظر تعلیمی ایشان را تأمین می نمود تا اینکه بعد از فارغ‌التحصیل شدن با راه اندازی دوباره کلاس تعلیم و آموزش بعد از سید گلستانه تصمیم به احیای این خط گرفت و برای گسترش این هنر زیبا در سال ۱۳۵۸ اقدام به چاپ کتاب شکسته خوانی و شکسته‌نویسی نمود که به بررسی آثار برجای مانده از اساتیدی نظیر درویش عبدالمجید طالقانی، میرزا کوچک اصفهانی، میرزا غلامرضا و سید گلستانه می‌پردازد. . استاد کابلی از سال ۱۳۵۰ با راه اندازی آموزش و تعلیم خط شکسته تحول بزرگی را در دوران معاصر رقم زد. ایشان نقش بسیار تأثیرگذاری در احیاء دوباره خط شکسته معاصر داشته و با ارائه پنج جلد کتاب آموزشی شکسته‌نویسی و شکسته خوانی، سماع قلم، کلک شیدایی، شکسته پیوسته و دوبیتی‌های باباطاهر و هشت جلد کتاب آثار نمایشگاهی همچون محراب خیال، باغ نظر، نقش شوق، مجموعه منحنی عشق، دولت قرآن، آیینه ادراک، دیوان حافظ و مجموعه سماع در سماع در چهار دهه گذشته نقش مهمی در ارتقاء کیفیت آموزشی این هنر ایفا نموده‌اند. ایشان همچنین به تربیت هنرمندان و شاگردان بسیاری همت گماشته‌اند که امروزه در شمار استادان به نام این قلم هستند.
استاد کابلی در سال ۱۳۶۸ اولین گواهی نامه استادی خط شکسته انجمن خوشنویسان ایران را دریافت کرد. وی از سال ۱۳۵۷ عضو شورای عالی ارزشیابی هنری مرحله استادی انجمن خوشنویسان ایران و شورای‌ عالی ارزشیابی وزارت ارشاد و میراث فرهنگی کشور می‌باشد. وی در سال ۱۳۸۵ به عنوان چهره ماندگار خوشنویسی ایران برگزیده شد. او تاکنون در کشورهای مختلف نظیر انگلستان، فرانسه، ایتالیا، اسپانیا، پاکستان، امارات متحده عربی، ترکمنستان، کویت، روسیه و همچنین در دانشگاه‌های معتبر ایالات متحده آمریکا و کانادا نمایشگاه‌های انفرادی برگزار کرده‌است. کابلی در جشنواره جهانی مولانا در هالیوود نیز شرکت داشت و نمایشگاهی بر پا نمود. او تاکنون در چند دانشگاه خارجی از جمله دانشگاه‌های آکسفورد، جرج واشنگتن، هاروارد، کالیفرنیا، لس‌آنجلس، کلمبیا، SFU، ونکور، مونترال و همچنین در پارلمان کانادا و در جشنواره جهانی مسکو - سن پترزبورگ به ارائه سخنرانی پرداخته است.

## کتاب‌های منتشر شده
کابلی تاکنون بیش از ۱۳ کتاب منتشر کرده‌است که از آن جمله می‌توان به موارد زیر اشاره کرد:
- شکسته خوانی و شکسته نویسی کتاب راهنما برای خط شکسته ۱۹۸۲
- سماع قلم، مجموعه آموزشی در ترکیب‌نویسی خط شکسته نستعلیق
- کلک شیدائی، خط شکسته به روش نسج و متقاطع ۱۹۹۰
- باغ نظر، مجموعه کارهای انتخابی خط شکسته ۱۹۹۰
- محراب خیال، مجموعه از کارهای انتخابی ۱۹۸۹
- دوبیتی‌های باباطاهر، ۱۹۹۲
- نقش شوق، مجموعه از کارهای انتخابی ۱۹۹۴
- منحنی عشق، مجموعه کارهای انتخابی ۱۹۹۵
- دولت قرآن، مجموعه نمایشگاه ملی ۱۹۹۷
- شکسته پیوسته، آموزش شکسته نستعلیق دوره فوق ممتاز
- مرقع گلرخ،گلچینی از آثار نمایشگاهی و مرقعات خط شکسته
- سماع در سماع، مجموعه آثار نمایشگاهی ۲۰۱۶
- آیینه ادراک
- دیوان حافظ

## آثار درباره یدالله کابلی خوانساری
- فیلم مستند شکسته پیوسته  گزارش مستندی از زندگی استاد کابلی ساخته محمود یارمحمدلو.
- فیلم مستند اختران مستندی در امر آموزش خط شکسته.
- فیلم مستند دیدار آشنا مستند هنری دربارهٔ توسعه و ترویج خط شکسته.
- فیلم مستند دیار آشنا گزارش فرهنگی هنری برای خارج از کشور.